# HLR/BBDO
HLR/BBDO var en av Sveriges ledande reklambyråer under 1970-, 1980- och 1990-talen.

## Historik
Byrån grundades 1968 som Hanser, Larsson & Röstlund av Bengt Hanser, Lars Larsson och Lars Röstlund. Hanser var byråns vd och kom från Arbmans. Larsson och Röstlund kom från Sven O. Blomqvist Annonsbyrå. Bland de ursprungliga kunderna fanns Aveny Kristall, Dagens Nyheter och Orrefors.
År 1974 blev byrån en del av BBDO-nätverket. Grundarna stannade kvar i flera år varefter en ny ledartrio bestående av Ulf Herrmann (vd), Torbjörn Lindgren och Ole Söderblom tog vid. År 1985 lämnade Herrman och Ulf Enander blev ny vd.
I januari 1989 gjordes en förändring i ägandet av byrån så att majoriteten av företaget ägdes av Enander, Lindgren, Söderblom, Christer Wiklander och Tore Claesson, medan BBDO behöll en minoritetsandel. Namnet ändrades till HLR & Co. BBDO återtog aktiemajoriteten under 1994.
Enander fortsatte som vd fram augusti 1997 när lämnade företaget och blev medgrundare till nya byrån SJW&E. Enander hade tidigare försökt skapa en liknande kreatörsdriven byrå inom HLR, vilket stoppades av ägarna.
Enander efterträddes omedelbart av Lotta Venneman. Därefter drevs en sammanslagning med byrån Drömfabriken igenom för att bilda HLR Drömfabriken/BBDO. Drömfabrikens grundare avskedades dock i september 1998 och lämnade för detta in en stämningsansökan mot byrån.
HLR upphörde därefter och BBDO valde att lägga fokus för konsumentreklam på byråerna Allansson & Nilson och Rififi, som slogs ihop till ANR BBDO.

## Kunder, kampanjer och priser
- Dagens Nyheter, från 1968 och fram till 1997. Vann priset Guldpaletten för år 1970 från Affischeringsföretagens förening för affischen "Hjärtat".[8] Van återigen en Guldplaketter för en DN-affischer från år 1972[9] och 1973.[10]
- Hjälper torr hud
- Kungsörnen
- Nordiska kompaniet, fram till 1984.[11]
- Åhléns, 1984[11]-.
- Apple Computer AB, 1984-1991[12], åter från 1992[13]. Belönades med priset "Den goda skruven" för år 1987.[14] Belönades vidare med 100-wattaren 1991.[15]
- Q8, fram till 1990.[16]
- Saab-Ana, 1987[17]–1993[18].
- NCC från 1989.[19]